# 什瓦利克级巡防舰
什瓦利克級巡防艦，（英語：Shivalik-class frigate）中文亦可譯為叙瓦利克級巡防艦，為印度以自俄羅斯購入塔爾瓦級巡防艦為藍本所建造的匿蹤巡防艦，艦體上吸收了各國先進艦艇的設計，上層建築與拉法葉級巡防艦相似，後段艦體則與德里級驅逐艦頗為相似，但整體上與塔爾瓦級巡防艦相似。

## 概述
印度海軍為汰換英國授權印度建造的李安達級巡防艦(納札里級)，除了在1997年向俄羅斯採購塔爾瓦級巡防艦外也規劃了名為「新納札里級」的Project 17造艦計畫，新的造艦案計畫以塔爾瓦級為設計基礎加以改良，並建造12艘，由於建造計畫相當龐大，因此建造工作分批進行。
1997年印度國會批准首批三艘Project 17的建造計畫，1998年2月將需求意向書交給位於孟買的馬札崗造船廠，在1999年初正式簽署建造合約(合約總金額約17億美元)。由於在開工前夕印度海軍變更設計及俄製D-40S鋼材延遲交付，導致到2000年12月18日首艦才切割第一塊鋼板，整體進度落後。
印度除了马扎冈造船厂外，Project 17的設計也得到如之前設計塔爾瓦級的NDB與Severnoye Design Bureau、曾協助印度設計建造德里級以及庫克里級巡防艦的SPKB等俄羅斯廠商協助，此外還有法國海軍造船局等歐洲廠商以及負責為Project 17設計整合動力平台的加拿大CAE協助。什瓦利克級艦的自製率達到60~70%，其中有不少技術是來自各國授權印度生產。

## 設計
什瓦利克級的設計大致以塔爾瓦級巡防艦為基礎進行設計，但尺寸較塔爾瓦級來的大，武裝、動力和電子系統也與塔爾瓦級有所不同。

### 艦體
基本設計以購自俄羅斯的塔爾瓦級為藍本，艦體構型與佈局與塔爾瓦級頗為類似也採用匿蹤設計；尺寸叫塔爾瓦級來的大，艦長增加17米、舷寬增加2米，滿載排水量6200噸，上層結構造型更為簡潔，艦尾也由塔爾瓦級的開放式艦尾改為封閉式。全艦由172個模組所組成，印度當局宣稱什瓦利克級的雷達截面積只有一般巡防艦的60%。艦體降低雷達截面（RCS）設計可能使用了義大利提供的設計軟體，艦載小艇隱藏於艦體中段的艙門內，此外也換用匿蹤性更高的塔式桅杆與煙囪結構。除了降低雷達截面積外，什瓦利克級在設計時也使用加拿大戴維斯工程公司（Davis Engineering）生產的紅外線抑制系統（Infra-Red Suppression System ，IRSS）的設計工具，降低全艦整體紅外線訊號。

### 動力
使用複合燃氣渦輪與柴油機（CODAG）巡航時以較省油的柴油機驅動，高速時使用燃氣渦輪提供動力，擁有較佳的燃油消耗率（塔爾瓦級使用複合燃氣渦輪或燃氣渦輪，COGOG方式），主機包括兩具GE的LM-2500燃氣渦輪以及兩具法製Pielstick 16 PA6 STC柴油機，驅動兩具由荷蘭John Crane-LIPS公司生產的可變距螺旋槳（Controllable Pitch Propellers，CPP），減速傳動裝置則由德國Renk提供。艦上的所有輪機裝備都安裝於減震彈性基座上以減低噪音和震動程度；而螺旋槳的尖端可釋放氣泡抑制空蝕現象以降低噪音。首艦什瓦利克號的柴油機由Pielstick原廠生產，後續兩艦的則授權印度Kirloskar Oil Engines Ltd（KOEL）製造，航行操縱系統與穩定鰭系統由Veljan Hydair提供。
四組丹麥Wartsila製的WCM 1000/5發電機組提供艦上所需電力（每個機組由一具Cummins KTA-50G3柴油機與一具Kirloskar交流發電機組成，皆安裝於IACL提供的隔音箱內，總功率4MW，為WCM 1000改良型）。2001年8月加拿大與印度海軍簽約為什瓦利克級發展整合式機械控制系統（Integrated Machinery Control System，IMCS）整合式機械控制系統是以該公司的整合平台管理系統（Integrated Platform Management System，IPMS）為基礎研發，整合平台管理系統是目前全球最先進的船用整合式自動化監控裝備，操縱人員只需透過艦橋的整合顯控台，便能控制艦艇航行、推進、發電以及其他相關機械，並內建損害管制系統（Battle Damage Control System，BDCS），能監測艦上各輪機的狀況，大幅增加全艦運作效能、生存性以及自動化程度，降低人力需求以及壽期人事/維修成本；附帶一提，整合平台管理系統內建有訓練系統可提供人員操作訓練。

### 武器
多數艦載武器系統如反艦導彈等與塔瓦級相同 ，主要區別在於艦砲與近迫武器系統。但改用授權印度BBL生產的奧托布雷達76公厘艦炮倍徑快砲的超級快速型(Super Rapid Gun Mount，SRGM)(布拉馬普特拉級也採用此型快砲)而非俄製A-190E 100mm艦砲，射速高達120發/分，是此砲標準型的1.5倍，並使用匿蹤砲塔殼。本級艦的B砲位仍維持與卡瓦級相同的一座3S-90單臂防空飛彈發射器並可裝填24枚SA-N-7/12防空飛彈 3S-90單臂防空飛彈發射器後方加裝一套KBSM 3S14E八聯裝垂直發射器，可裝填俄印合作研發的布拉莫斯飛彈或者俄製SS-N-27俱樂部反艦飛彈。在艦橋前方裝有一具12聯裝RBU-6000反潛火箭發射器 ，另外有兩組隱藏於艦體內的雙聯裝533mm DTA-53-956固定式魚雷發射器(可能改用印度自製的產品)。近迫防禦方面改用印度與以色列整合開發、由兩座AK-630 30mm防空機砲 與32管以色列製閃電一型（Barak-1）短程防空飛彈的砲/彈合一防空系統而非延用塔瓦級的俄製CADS-N-1 Kashtan型砲彈合一防空系統， 設置在煙囪後方甲板的兩側，每側各裝兩組八聯裝閃電一型垂直發射器（在前）以及一座AK-630機砲（在後）。機庫結構擴大，能容納兩架反潛直昇機，機種選擇包括海王Mk.42B或印度自製的ALH先進輕型直昇機。

## 同型艦
| 舷號 | 艦名                    | 開工           | 下水           | 海試       | 服役           |
| ---- | ----------------------- | -------------- | -------------- | ---------- | -------------- |
| F47  | 什瓦利克號 INS Shivalik | 2001年 7月11日 | 2003年 4月18日 | 2009年 2月 | 2010年 4月29日 |
| F48  | 薩特普拉號 INS Satpura  | 2002年 8月31日 | 2004年 6月4日  | 2011年     | 2011年 8月20日 |
| F49  | 薩亞德里號 INS Sahyadri | 2003年 9月30日 | 2005年 5月27日 | 2012年     | 2012年 7月21日 |

## 資料來源
1. ↑  . Indiannavy.nic.in.   [1 May 2013]. （原始内容存档于2013年7月29日）.
2. ↑  Monica Chadha, India trials stealth frigate （页面存档备份，存于）, BBC, 18 April 2003
3. ↑  . 9 July 2012  [6 January 2015]. （原始内容存档于2017-07-06）.
4. ↑  .   [2016-11-22]. （原始内容存档于2016-11-22）.
5. ↑  敘瓦利克級飛彈巡防艦 （页面存档备份，存于）mdc
6. ↑  .   [2016-11-22]. （原始内容存档于2012-10-14）.
7. ↑  .   [2016-11-22]. （原始内容存档于2010-04-07）.
8. ↑  Cdr. A.K. Lambhate, "Stealth is Wealth" （页面存档备份，存于）, Sainik Samachar, Vol. 51, No. 14, 16-31 July 2004, Ministry of Defence India（英语：Ministry of Defence (India)）.
9. ↑  . The Times Of India. 25 May 2011  [2011-05-25]. （原始内容存档于2020-05-13）.
10. ↑  .   [2016-11-22]. （原始内容存档于2012-03-18）.
11. ↑  2003-04 Annual Report of the Ministry of Defence （页面存档备份，存于）, India.

## 外部連結
- Image of INS Shivalik launch
- Novenco Pdf document
- Global Security – Shivalik Class Frigates （页面存档备份，存于）
- Rediff – Why Shivalik-class frigates matter to India （页面存档备份，存于）